# ملعب فرست تينيسي

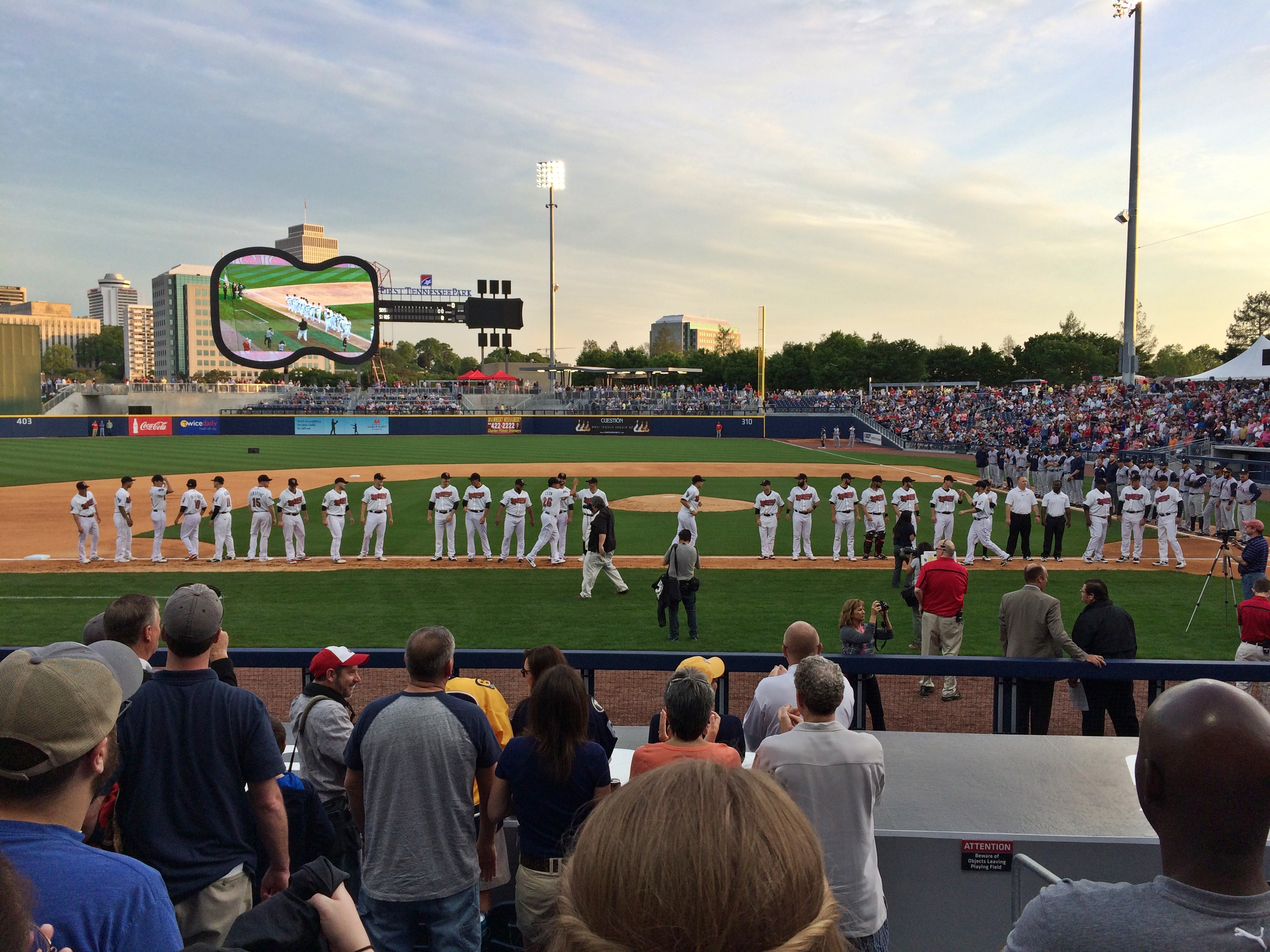
صورة لأحد مباريات البيسبول

ملعب فرست تينيسي (بالإنجليزية: First Tennessee Park)‏ هو ملعب متعدد الاختصاصات بمدينة ناشفيل، تينيسي يستعمل هذا الملعب لرياضة كرة القاعدة وكرة القدم من جانب نادي ناشفيل. تم افتتاحه في 17 أبريل 2015. يتسع الملعب لـ 10,000 متفرج.